# Утлух
Утлух — село в Чародинском районе Дагестана. Является центром  Суметинского сельского поселения.

## География
Расположено на р. Каралазулор (бассейн р. Каракойсу).
Находится в 15 км к западу от с. Цуриб.

## Население
| 1869 | 1888 | 1895 | 1926 | 1939 | 1970 | 1989 |
| ---- | ---- | ---- | ---- | ---- | ---- | ---- |
| 71   | ↗92  | ↗97  | ↗110 | ↗164 | ↘124 | ↘54  |
| 2002 | 2010 | 2021 |      |      |      |      |
| ↗95  | ↘89  | ↘88  |      |      |      |      |

## Известные уроженцы
- Омаров, Магомед Джамалудинович (1939—) — Лауреат Государственной премии Российской Федерации (1999 год), доктор сельскохозяйственных наук, главный научный сотрудник Всероссийского научно-исследовательского института цветоводства и субтропических культур Российской академии сельскохозяйственных наук[12].